# Gerit Winnen
Gerit Winnen (* 13. Dezember 1974 in Offenburg) ist ein deutscher Handballfunktionär und ehemaliger -spieler.
Winnen begann mit dem Handballspiel im Kindesalter bei der TuS Hofweier. Mit dem TV 08 Willstätt schaffte Winnen den Aufstieg von der Regionalliga bis in die 1. Handball-Bundesliga. Anschließend spielte er beim Stralsunder HV. Im Sommer 2001 wechselte er zum TuS Nettelstedt-Lübbecke wo dem Publikumsliebling wiederum zweimal der Aufstieg in die erste Bundesliga gelang, in der Saison 2003/04 sogar mit dem einmaligen Rekord von 68:0 Punkten. Von dort zog es ihn nach der Saison wieder zurück in seine Heimat zur SG Willstätt-Schutterwald, hier war er eine Spielzeit aktiv und ging zur Saison 2005/06 zur SG Bietigheim-Metterzimmern. Nach der Saison 2007/08 beendete er aufgrund einer schweren Knieverletzung seine aktive Karriere im Profi-Handball. Seit dem 1. Juni 2011 ist Gerit Winnen Sportdirektor der SG BBM Bietigheim-Bundesligadamen.